# Slikarski stalak (zviježđe)
Slikarski stalak (lat. Pictor) jedno je od 88 modernih zviježđa. Manja konstelacija južne polutke pozicionirana kraj zvijezde Canopus.

## Vanjske poveznice
- Pictor @ Stargazing
- Pictor @ Wingmakers  Arhivirana inačica izvorne stranice od 30. listopada 2006. (Wayback Machine)